# Deltaherpeton hiemstrae
Deltaherpeton hiemstrae è un tetrapode estinto appartenente alla famiglia dei Colosteidi.

## Descrizione
Come gli altri appartenenti alla stessa famiglia, probabilmente anche questo animale possedeva un corpo anguilliforme, dotato di corte zampe poste attaccate lateralmente e di una lunga coda. La linea laterale, di forma caratteristica, terminava appena dietro la narice esterna.

Il cranio presenta, come un osso internasale e un singolo postparietale situato centralmente ad esso: il premascellare presenta denti lunghi e appuntiti, che a mascelle serrate trovano sistemazione in apposite guaine della mandibola, la quale presenta inoltre una caratteristica finestra (esomeckeliana) di forma allungata.
La linea laterale, inoltre, possedeva una forma caratteristica e terminava appena dietro la narice esterna.

## Classificazione
Deltaherpeton visse circa 330 milioni di anni fa (Carbonifero inferiore ed in particolare Viséano, uno stadio stratigrafico del Mississippiano); i suoi resti fossili sono stati rinvenuti nello stato nordamericano dell'Iowa e consistono in un cranio ed una mandibola abbastanza completi da definirne l'assegnazione alla famiglia Colosteidae..